# Greatest Hits (album de Queensrÿche)
Pour les articles homonymes, voir Greatest Hits.
 (novembre 2018).
Si vous disposez d'ouvrages ou d'articles de référence ou si vous connaissez des sites web de qualité traitant du thème abordé ici, merci de compléter l'article en donnant les références utiles à sa vérifiabilité et en les liant à la section « Notes et références ».
Albums de Queensrÿche
Q2K
(1999) Tribe
(2003)
Greatest Hits est une compilation du groupe de heavy metal progressif américain Queensrÿche, sorti en juin 2000.
Elle inclut des extraits remastérisés de toutes les sorties studio jusqu'en 1997, soit les sept premiers albums, faisant exception de Q2K, sorti l'année précédente).
En titres bonus, le groupe reprend Chasing Blue Sky, la face B du single Sign of the Times (1997) et, également, une version alternative de Someone Else? mettant en vedette le groupe au complet.

## Liste des titres
| 1.    | Queen of the Reich                | Chris DeGarmo                | Queensrÿche (1983)              | 4:23 |
| 2.    | The Lady Wore Black               | Geoff Tate, DeGarmo          | Queensrÿche                     | 6:15 |
| 3.    | Warning                           | Tate, Michael Wilton         | The Warning (1984)              | 4:45 |
| 4.    | Take Hold of the Flame            | DeGarmo, Tate                | The Warning                     | 4:56 |
| 5.    | Walk in the Shadows               | DeGarmo, Tate, Wilton        | Rage for Order (1986)           | 3:34 |
| 6.    | I Dream in Infrared               | Tate, Wilton                 | Rage for Order                  | 4:18 |
| 7.    | I Don't Believe in Love           | DeGarmo, Tate                | Operation: Mindcrime (1988)     | 4:24 |
| 8.    | Eyes of a Stranger                | DeGarmo, Tate                | Operation: Mindcrime            | 6:36 |
| 9.    | Jet City Woman                    | DeGarmo, Tate                | Empire (1990)                   | 5:22 |
| 10.   | Empire                            | Tate, Wilton                 | Empire                          | 5:24 |
| 11.   | Silent Lucidity                   | DeGarmo                      | Empire                          | 5:46 |
| 12.   | I Am I                            | DeGarmo, Tate                | Promised Land (1994)            | 3:59 |
| 13.   | Bridge                            | DeGarmo                      | Promised Land                   | 3:31 |
| 14.   | Sign of the Times                 | DeGarmo                      | Hear in the Now Frontier (1997) | 3:34 |
|       | Titres bonus                      |                              |                                 |      |
| 15.   | Chasing Blue Sky                  | Scott Rockenfield (en), Tate |                                 | 3:41 |
| 16.   | Someone Else? (full band version) | DeGarmo, Tate                |                                 | 7:15 |
| 77:44 |                                   |                              |                                 |      |